# Чернігівський провулок (Київ)
Черні́гівський прову́лок — провулок у Дарницькому районі міста Києва, місцевість Червоний хутір. Пролягає від Харківського шосе до Борового провулку.
До Чернігівського провулку прилучається Ташкентська вулиця.

## Історія
Виник у середині XX століття під назвою 381-а Нова́ ву́лиця. Сучасна назва — з 1953 року.